# Petrus Zetterling
Petrus Zetterling, född 3 juni 1703 i Östra Eneby församling, Östergötlands län, död 17 juli 1769 i Västra Ny församling, Östergötlands län, var en svensk präst.

## Biografi
Petrus Zetterling föddes 1703 på Pryssgården i Östra Eneby församling. Han var son till komministern i Vånga församling. Zetterling studerade i Linköping och blev 1723 student vid Uppsala universitet. Han avlade magisterexamen 18 juni 1731 och blev rektor vid Franska skolan i Stockholm 1732. Zetterling prästvigdes 26 september 1733 i Uppsala domkyrka och tjänstgjorde som extra ordinarie kunglig hovpredikant 6 mars 1735. Han blev 17 november 1736 ordinarie kunglig hovpredikant och drabantpredikant. Den 13 januari 1742 blev han kyrkoherde i Kuddby församling, tillträde samma år och 29 oktober 1743 kontraktsprost i Vikbolands kontrakt. Han avlade teologiedoktor vid Greifswalds universitet 19 oktober 1756. Zetterling avled 1769 på Medevi brunn och begravdes 25 juli samma år i Kuddby kyrka.
Zetterling predikade vid prästmötet 1745, var vice preses vid prästmötet 1748 och ordinarie preses vid prästmötet 1749. Zetterling föreslogs som kyrkoherde till Maria Magdalena församling, Stockholm 1749, i Klara församling, Stockholm 1752 och i Sankt Olofs församling, Norrköping 1753.

### Familj
Zetterling gifte sig första gången 1735 med Magdalena Salberg (1714–1736).. Hon var dotter till amiralitetsapotekaren Johan Julius Salberg och Christina Specht i Stockholm.
Zetterling gifte sig andra gången 1736 med Emerentia Zierman (1715–1742). Hon var dotter till kungliga köksmästaren Peter Zierman och Hedvig Burman. De fick tillsammans dottern Emerentia Zetterling som var gift med kyrkoherden Daniel Söderman i Regna församling.
Zetterling gifte sig tredje gången 13 mars 1743 med Märta Maria Sjöberg (1718–1766). Hon var dotter till brukspatronen Olof Sjöberg och Maria Norman i Stockholm. De fick tillsammans barnen kyrkoherden Olof Zetterling i Vallerstads församling, extra ordinarie prästmannen Eric Zetterling, Margareta Zetterling (1746–1789) som var gift med brukspatronen Johan Daniel Burén på Broby i Strå församling och grosshandlaren Jan Bromander i Göteborg, Magdalena Zetterling (1747–1747), Maria Zetterling som var gift med kyrkoherden Zacharias Juringius i Horns församling, Johannes Zetterling (1750–1750), Anna Zetterling (1751–1753), Didrica Zetterling (1754–1827) som var gift med brukspatronen Carl Daniel Burén på Boxholms säteri, Petrus Zetterling (1756–1757) och stadsfiskalen Adolph Zetterling (1758–1803) i Linköping.